# Sabine Bothe
Sabine Bothe, född Picken, tidigare också Adamik, född 8 juli 1960 i Havelberg, död 21 september 2023 i Garsten Österrike, var en tysk handbollsmålvakt. Hon blev världsmästare i det tyska landslaget 1993.

## Karriär
I Havelberg ägnade Sabine Bothe sig först åt gymnastik, sedan gick hon över till friidrott (hopp och spjutkastning). 1968 började hon spela handboll på ett träningscentrum i Havelberg. 1974 flyttade hon till SC Magdeburg. Hon var utespelare, men i Magdeburg blev hon snart målvakt. Hon vann mästerskapet i Östtyskland  med Magdeburg 1981. Efter sexton år i klubben gick hon vid Östtysklands upplösning 1990 till bundesliga-klubben TuS Walle Bremen. Med Walle Bremen vann hon cupvinnarcupen 1994 samt två nationella titlar 1991 and 1992. 1997 blev hon ansvarig för målvaktsträningen för TuS Walle Bremen.
När hon spelade för Östtysklands damlandslag i handboll  vid VM 1982 och VM 1986 slutade laget båda gångerna på fjärde plats. Hon spelade efter 1990 med det förenade tyska landslaget. Hon spelade för Tyskland vid OS i Barcelona 1992 och placerade sig på fjärde plats. Vid VM 1993 vann hon VM-titeln med Tyskland, och året efter vid EM 1994 vann hon silvermedaljen. Hon spelade 236 landskamper för de båda tyska landslagen, och gjorde som målvakt två mål.
År 1984 tilldelades hon i Östtyskland fäderneslandets förtjänstorden i silver. 1986 blev utsedd till årets handbollsspelare  i Östtyskland.

## Privatliv
Sabine Bothe studerade idrott och geografi i Magdeburg. Hon var gift två gånger och hade en son.